# Caldas (Brazilië)
Caldas is een gemeente in de Braziliaanse deelstaat Minas Gerais. De gemeente telt 14.655 inwoners (schatting 2009).

## Aangrenzende gemeenten
De gemeente grenst aan Andradas, Bandeira do Sul, Campestre, Ibitiúra de Minas, Poços de Caldas en Santa Rita de Caldas.

## Verkeer en vervoer
De plaats ligt aan de weg BR-459.